# こころとあたま/いたちごっこ
「こころとあたま/いたちごっこ」は、チャットモンチーの16枚目のシングル（両A面シングル）。2014年10月29日にKi/oon Music（Sony Music Labels）より発売された。

## 概要
4人体制となって初めてのシングル。初回限定盤はデジパック仕様。福岡晃子は「チャットモンチー以外の人と曲を作るっていうのが初めてで、外から見ていた人と一緒に作るのがとても面白かった」と話している。前作「コンビニエンスハネムーン」から2年ぶりのシングルということもあり、「シングルってどんなものか忘れた」ため、思い入れの強い2曲を一緒に出すことにしたという。

## 収録曲
1. こころとあたま [3:25]
（作詞・作曲：橋本絵莉子 / 編曲：橋本絵莉子, 福岡晃子, 恒岡章（Hi-STANDARD）, 下村亮介）
  - ミュージックビデオの監督はアニメーション作家の"ぬQ"が務めている[4]。チャットモンチーにはモーグ・シンセサイザーや鍵盤の音がガツンと入っている曲があまりなく、橋本は最初、4人の音像に慣れることに時間がかかったが、制作していくうちにその音像に入れるようになったという。電子音のキーボードだと、チューニングもシビアに合わせないと気持ち悪く、アンプやベースも買い替え、福岡は「キーボードが入るっていうのはデカいことなんやなって思った」[5]。
2. いたちごっこ [3:52]
（作詞・作曲：橋本絵莉子 / 編曲：橋本絵莉子, 福岡晃子, 恒岡章（Hi-STANDARD）, 下村亮介）
  - ミュージックビデオの監督は山岸聖太が務めており、吉岡里帆が出演している[6]。歌詞について橋本は「お酒を飲んで書いてみたらどういう歌詞になるかなと思って書いた」と話し、はっきりとした言葉については「なんか怒ってたんでしょうね」と話している[5]。
3. 変身 (GLIDER MIX) [4:33]
(作詞・作曲：橋本絵莉子)
  - group inouによるリミックス。

## 収録アルバム
- BEST MONCHY 1 -Listening- (#1,2)